# Камушки (река)
Камушки — река в России, протекает в Щёкинском районе Тульской области. Правый приток Соловы.

## География
Река Камушки берёт начало на южной окраине города Щёкино. Течёт в южном направлении по открытой местности. Устье реки находится около посёлка Приволье в 36 км по правому берегу реки Соловы. Длина реки составляет 14 км. 

## Данные водного реестра
По данным государственного водного реестра России относится к Окскому бассейновому округу, водохозяйственный участок реки — Упа от истока и до устья, речной подбассейн реки — Бассейны притоков Оки до впадения Мокши. Речной бассейн реки — Ока.
По данным геоинформационной системы водохозяйственного районирования территории РФ, подготовленной Федеральным агентством водных ресурсов:
- Код водного объекта в государственном водном реестре — 09010100312110000019328
- Код по гидрологической изученности (ГИ) — 110001932
- Код бассейна — 09.01.01.003
- Номер тома по ГИ — 10
- Выпуск по ГИ — 0